# Regiones di Miranda
Segue una lista delle regiones presenti sulla superficie di Miranda. La nomenclatura di Miranda è regolata dall'Unione Astronomica Internazionale; la lista contiene solo formazioni esogeologiche ufficialmente riconosciute da tale istituzione.
Le regiones di Miranda portano i nomi di personaggi e luoghi delle opere di William Shakespeare.

## Prospetto
| Regio           | Eponimo                                                          | Latitudine | Longitudine | Diametro |
| --------------- | ---------------------------------------------------------------- | ---------- | ----------- | -------- |
| Dunsinane Regio | Dunsinane - Luogo del castello dell'epilpogo del Macbeth.        | 31,5° S    | 11,9° E     | 244 km   |
| Ephesus Regio   | Efeso - Città d'ambientazione de La commedia degli errori.       | 15° S      | 250° E      | 225 km   |
| Mantua Regio    | Mantova - Città d'ambientazione de I due gentiluomini di Verona. | 39,6° S    | 180,2° E    | 399 km   |
| Sicilia Regio   | Sicilia - Luogo d'ambientazione de Il racconto d'inverno.        | 30° S      | 317,2° E    | 174 km   |